# 2537 Gilmore
A 2537 Gilmore (ideiglenes jelöléssel 1951 RL) a Naprendszer kisbolygóövében található aszteroida. Karl Wilhelm Reinmuth fedezte fel 1951. szeptember 4-én.